# 이마무라 유스케 (1999년)
이마무라 유스케(일본어: 今村 勇介, 1999년 5월 23일~)는 일본의 축구 선수이다.

## 구단 경력
그는 2022년 J3리그의 가마타마레 사누키에 입단했다.